# Suheib Saleh
Suheib Saleh (* 22. Januar 1997 in Stockholm) ist ein schwedischer Schauspieler.

## Leben und Karriere
Saleh wurde am 22. Januar 1997 in Stockholm geboren. Sein Debüt gab er in einer Folge in Gåsmamman. Anschließend spielte er 2019 in der Serie Quicksand – Im Traum kannst du nicht lügen mit. Unter anderem wurde er 2021 für die Fernsehserie Heder gecastet. Außerdem bekam Saleh 2023 in der Serie Gaslight eine Hauptrolle. 2024 setzte er seine Karriere in dem Film Nollbudget fort.
Neben seiner Muttersprache Schwedisch spricht er noch Englisch, Spanisch und Tigrinya.

## Filmografie
Filme
- 2024: Nollbudget
- 2024: Godmode: Digital Murder

Serien
- 2017: Gåsmamman
- 2019: Quicksand – Im Traum kannst du nicht lügen (Störst av allt)
- 2021: Heder
- 2023: Gaslight